# Centrum Farmaceutyczno-Diagnostyczne w Sosnowcu
Centrum Farmaceutyczno-Diagnostyczne Śląskiej Akademii Medycznej (potocznie Szkieletor) – wieżowiec, który znajdował się w Sosnowcu (Ostra Górka) przy ul. Ostrogórskiej (26), nad Czarną Przemszą (między ulicami Białą a Ceglaną) obok Muzeum Medycyny i Farmacji i Domu Studenta SUM. Miał 61 metrów wysokości i 14 kondygnacji, w tym 2 podziemne, a jego kubatura wynosiła 85 236 metrów sześciennych. Został wyburzony w 2016.

## Historia
Wieżowiec, zlokalizowany obok dwóch Domów Studenta (ul. Ostrogórska 30 i 30a), miał stać się centralnym gmachem kampusu Wydziału Farmaceutycznego Śląskiej Akademii Medycznej, z przeznaczeniem na Centrum Farmaceutyczno-Diagnostyczne Śląskiej Akademii Medycznej i główną siedzibę wydziału. Budowa rozpoczęła się w 1978 (przygotowanie terenu trwało od 1977), a zakończyła się w 1993 zamknięciem budynku w stanie surowym i ostatecznie porzucony budynek stał się pustostanem. Po uregulowaniu spraw własności gruntów uczelnia chciała go sprzedać. Nie doszło do tego i władze Śląskiego Uniwersytetu Medycznego podjęły decyzję o jego wyburzeniu. Prace rozbiórkowe trwały od 21 lipca 2016 (objęły dwa pawilony przylegające do wieżowca), a 17 listopada 2016 wieżowiec wysadzono w powietrze.